# Irish pub

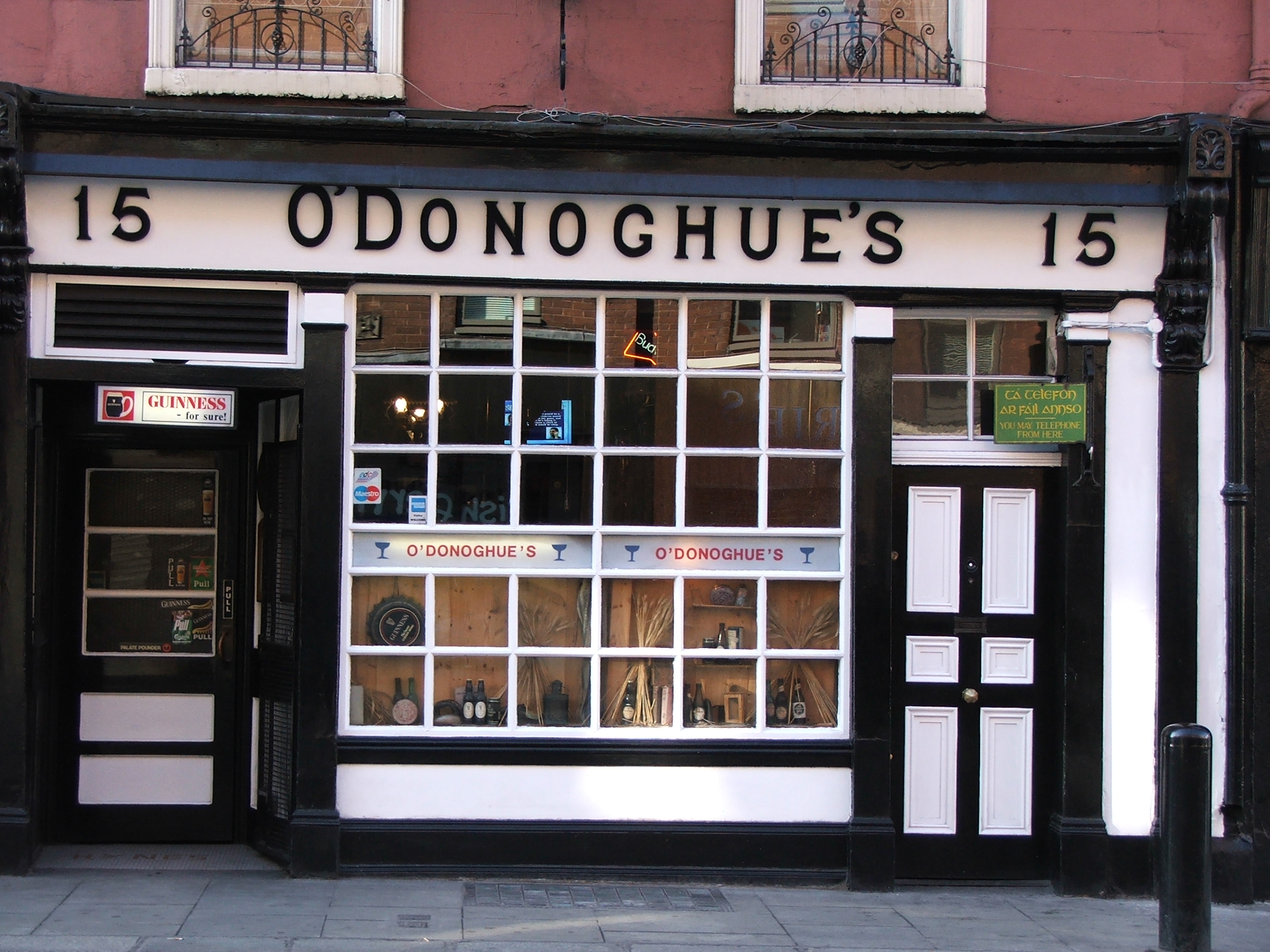
O'Donoghue's Pub în Dublin

Irish pub este un concept unic, originar din Irlanda, ce se diferențiază de cafenele și baruri prin atmosfera creată de muzică și designul specific pub-ului, ambianță ce invită oamenii să se relaxeze și să uite de agitația zilnică. Denumirea de „pub” provine de la termenul englez Public house, ce se traduce prin „casă publică” și reprezintă locul în care se întâlnesc oamenii pentru a socializa în diferite momente ale zilei: dimineața luând micul dejun sau o cafea, la prânz pentru a mânca sau a lua o pauză de la rutina biroului, seara la întâlnirile cu prietenii pentru a discuta și a savura o băutură de calitate într-o ambianță placută. 
Public House, cunoscut ca PUB, este un concept pornit din culturile britanică, irlandeză și australiană. Sunt aproximativ 54.000 de pub-uri numai în Marea Britanie.

## Cultura în Irish pub

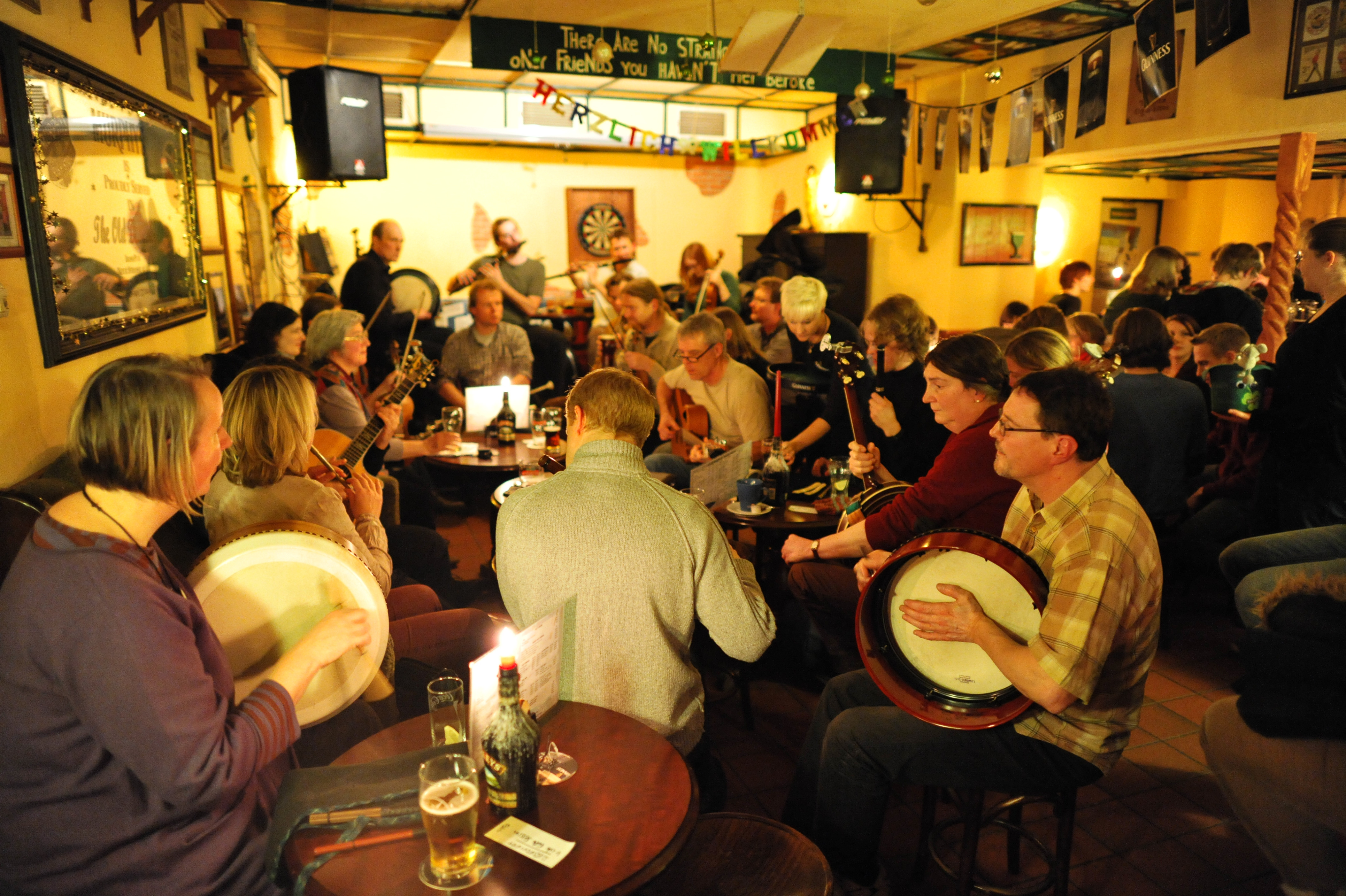
Irish traditional music session

Tradiția Irish puburilor include muzică și comunicare. În Irlanda, pubul nu este doar un punct de întâlnire central pentru a discuta și a face muzică. Ele sunt, de asemenea, locuri importante de socializare, așadar componente foarte esențiale ale vieții sociale. În plus, vor oferi, de obicei, și feluri diferite de mâncare („Pub Food“).
În multe puburi, și din afara Irlandei, există muzica live specifică, cu muzicieni de diferite stiluri (muzica populară irlandeză și muzica populară scoțiană]], uneori și rock, reggae și altele) cât și seri cu scene deschise („Open Stage“), în care oaspeții își aduc instrumentele lor și fac muzică și poat cânta împreună. De asemenea, a pătruns karaoke în puburile irlandeze.
Odată cu emigrarea din Irlanda (de exempul, în timpul marelui flagel 1845-1848) cultura irlandeză s-a răspândit și cu ea puburi irlandeze. Pentru sărbătoare irlandeză (Saint Patrick's Day, halloween) este sărbătorită în Irish puburi din întreaga lume.

### Traditional Irish music
Din anul 1950, Trad Session s-a răspândit în Irish Pubs atât de mult, astfel încât a devenit o formă dominantă a muzicii irlandeze. Pub Session sau Trad Session este o întâlnire a muzicienior (mai ales amatori), care cântă împreună muzică tradițională irlandeză.
Desfășurarea urmează propriile reguli. 

### Designul unui Irish Pub
Cele cinci stiluri tradiționale de design ce caracterizează un Irish Pub sunt Country Cottage, Dublin Victorian, Pub Shop, Celtic și Brewery. Un Irish Pub trebuie să fie construit cu materiale de calitate, iar designul să fie original și profesional atât în interior cât și la exterior. Decorațiunile sunt tipice: vechi, din domenii variate (de la ustensile de bucătarie precum ulcioare, farfurii la biciclete vechi, postere și reclame la diferite produse), așezate aleatoriu. 
Mâncarea, băutura și muzica sunt de obicei specific irlandeze într-un Irish Pub, dar nu este o constrângere specificul acesta. Genurile muzicale ascultate în Irish Pub-uri sunt: oldies, rock alternativ, reggae, irish & german drinking songs, balade, jazz, smooth, evergreen.

#### Irish Pub-ul în stil Country Cottage
Designul acestui tip de pub, Irish Pub Country Cottage, pornește de la stilul tradițional al căsuțelor irlandeze de la țară. Exteriorul are ca mărci distinctive: pereții din ipsos, albi, spălăciți, ușa de la intrare viu colorată și pe geamul din față o serie de afișe cu principalele băuturi servite pentru a atrage clienții însetați. Interiorul se definește prin simplitatea care capătă un aspect rudimentar, podele și șeminee din piatră, grinzi din lemn, decorațiuni viu colorate (căni cu capac, veselă), cu bănci sau scaune din lemn, burdufuri și ceainice suspendate. Atmosfera este caldă și îmbietoare.

#### Irish Pub-ul în stil Dublin Victorian
Stilul de pub Dublin Victorian  se caracterizează prin atenția sporită la meșteșugurile de calitate și amintește de vremurile bune din Irlanda ce aveau un anumit confort și erau definite prin ospitalitate și bucurie. Interiorul abundă de oglinzi rotunjite și vitralii, țiglă și decorațiuni din alamă, plăci de teracotă. Plafonul conține intruziuni de metal, iar lumina este folosită ca accesoriu pentru ambianță. Tejgheaua este sculptată în lemn de esență tare, lustruit și poleit, cu oglinzi atașate, iar pereții au lambriuri bogate și întunecate.

#### Irish Pub-ul în stil Pub Shop
Tradiționalul Shop Pub  a apărut în comunitățile rurale din Irlanda și se regăsea în colțul unui magazin-alimentar. Pub-ul reprezenta locul în care cumpărătorii de la magazinul alimentar puteau să își liniștească setea cu o halbă de bere sau cu un pahar de wiskey.  Mobila este alcatuită din mese simple de lemn și bănci în jurul unei sobe care ar oferi căldură pe timp de iarnă, o pianină uitată într-un colț. Podeaua este din scândură uzată, iar peste tot se pot observa rafturi și sertare îngreunate cu orice fel de marfă de la zahăr, la săpun, ceai, șfoară. Lămpile cu petrol sunt suspendate de tavanul din lemn și acestea proiectează lumină pe pereții inegali.

#### Irish Pub-ul în stil Celtic
Pub-ul Celtic este construit în stilul poporului galic și surprinde principalele lui trăsături: buna dispoziție, veselia, muzica și meșteșugurile la care sunt pricepuți de secole. Ușile nefinisate, tejgheaua și ferestrele dau pub-ului un aer familiar. Intruziunile de metal din lemn oferă o finețe designului interior. Pereții pictați oferă privirii o bogată simbolistică celtică: de la mituri, povești la diferite forme de artă celtică.

#### Irish Pub-ul în stil Brewery
Acest tip de Irish Pub amintește de berăriile din Dublin, mai precis de berăria St. James's Gate, locul în care a fost fabricată berea Guinness. Interiorul unui astfel de Pub se aseamănă cu o curte de berărie din secolul XVIII, cu pereți din piatră și cărămidă, cu podea pietruită, iar tavanul este ca al unei pivnițe. Decorațiunile cuprind ustensilele dintr-o berărie, suveniruri, ilustrații ce surprind procesele de realizare și istoria berii Guinness.

## Irish puburi faimoase
- O’Donoghue’s Pub în Dublin, cu legături cu mulți muzicieni irlandezi celebri
- Sean’s Bar în Athlone, din anul 900 este cel mai vechi bar din Irlanda și în întreaga Europă